# Human: Fall Flat
Human: Fall Flat — компьютерная игра в жанре приключенческой головоломки, разработанная студией No Brakes Games и изданная Curve Digital. Она была выпущена 22 июля 2016 года для персональных компьютеров. Позже её портировали на PlayStation 4, PlayStation 5, Xbox One, Xbox Series X/S, Nintendo Switch, а также iOS и Android.
Игра получила неоднозначные отзывы от критиков. Рецензенты высоко оценили возможность повторного прохождения головоломок и комедийный стиль. По состоянию на март 2023 года было продано более 40 миллионов копий игры, что сделало её одной из самых продаваемых видеоигр всех времён. Сиквел был анонсирован в июне 2023 года.

## Игровой процесс
Human: Fall Flat — это физическая игра-головоломка, в которой игроки берут под управление персонажа по имени Боб. Хотя его стандартный внешний вид — безликий, минималистичный, полностью белый человек в бейсболке, игроки могут настроить его по своему желанию, раскрасив тело в разные цвета и одев в различные костюмы.
На каждом уровне представлена головоломка, которую предстоит пройти. Для решения задачи игроки управляют частями тела Боба: могут заставить его хватать предметы, карабкаться по уступам и так далее. Игра нелинейна. Каждый уровень оформлен по-своему и содержит несколько уникальных решений головоломок.

## Разработка
Human: Fall Flat была разработана Томасом Сакалаускасом. В 2012 году он отказался от работы в сфере ИТ, чтобы заняться разработкой видеоигр. Изначально Сакалаускас сосредоточился на создании мобильных игр, хотя у него быстро закончились деньги. Это, в сочетании с тем, что он поставил под сомнение этичность условно-бесплатной модели большинства мобильных игр, заставило вместо этого направить разработку проекта для ПК. Сакалаускас заявил, что Human: Fall Flat являлась его «последним шансом в играх».
Изначально игра должна была управляться с помощью Intel RealSense, однако Сакалаускас понял, что она будет лучше работать с традиционным управлением, из-за чего отказался от первоначальной идеи. Он намеревался сделать игру похожей на Limbo или Portal, однако при тестировании игры со своим сыном Сакалаускас отметил, что «он [его сын] делал всё возможное, чтобы не решать головоломки», а просто развлекаться с физикой. Это заставило разработчика изменить свой подход и сделать головоломки менее линейными и более опирающимися на внутриигровую физику. Изначально Human: Fall Flat была только одиночной. Хотя Сакалаускас получал от фанатов проекта запросы на создание многопользовательского режим, он полагал, что задействованная физика делает онлайн-игру невозможной. Решение для создания мультиплеера было найдено при помощи Nvidia, и в октябре 2017 года многопользовательский режим, позволяющий до восьми человек играть онлайн или по локальной сети, появился в Human: Fall Flat.
Игра была выпущена в качестве прототипа на Itch.io. Она стала популярна среди стримеров, что побудило Сакалаускаса выпустить версию для Steam девять месяцев спустя. В мае 2017 года вышли версии для PlayStation 4 и Xbox One, а в декабре — для Nintendo Switch. Мобильные порты были выпущены при помощи студий Codeglue и 505 Games 26 июня 2019 года. Версии для Xbox Series X/S и PlayStation 5 вышли 28 мая и 24 июня 2021 года соответственно.

## Реакция

### Отзывы критиков
| Сводный рейтинг       | Сводный рейтинг                                |
| Агрегатор             | Оценка                                         |
| --------------------- | ---------------------------------------------- |
| GameRankings          | 69,30 %                                        |
| Metacritic            | PC: 70/100 PS4: 67/100 XONE: 73/100 NS: 65/100 |
| Иноязычные издания    |                                                |
| Издание               | Оценка                                         |
| Destructoid           | 8/10                                           |
| Hardcore Gamer        | 3,5/5                                          |
| IGN                   | 7,9/10                                         |
| Nintendo Life         | [ 22 ]                                         |
| Nintendo World Report | 8/10                                           |
| Push Square           | [ 24 ]                                         |
| Русскоязычные издания |                                                |
| Издание               | Оценка                                         |
| PlayGround.ru         | [ 25 ]                                         |

Human: Fall Flat получила смешанные оценки. В Nintendo Life написали, что «Human Fall Flat признает простую истину: люди падают весело, и невосприимчивость к повреждениям даёт дополнительный бонус в виде отсутствия чувства вины. Играть за шаткого, неуклюжего аватара требует долгого привыкания, и, возможно, вы никогда к этому не привыкнете, но игра оставляет каждый уровень широко открытым для множества решений, соответствующих вашему личному стилю». Издание IGN отмечает, что «управление игры и её нелепая анимация отлично справляются с тем, чтобы повторяющиеся, разочаровывающие и несправедливые неудачи в физических головоломках какое-то время казались забавными. И когда это веселье закончится, вы можете продлить его, пригласив своего друга». В Pocket Gamer считают, что «Human Fall Flat может показаться разочаровывающей, пока вы не привыкнете к элементам управления. Эта игра — недолгий опыт, но, по крайней мере, забавный и неплохой за запрашиваемую цену».

### Продажи
Летом 2018 года, благодаря уязвимости в защите Steam Web API, стало известно, что точное количество пользователей сервиса Steam, которые играли в игру хотя бы один раз, составляет 3 097 845 человек. В Японии версия Human Fall Flat для Nintendo Switch стала четырнадцатой самой продаваемой игрой за неделю: было продано 5 241 копий.
По состоянию на февраль 2021 года было продано более 25 миллионов копий игры. Продажи повысились на фоне выхода проекта в Китае. В март 2023 года было объявлено, что Human: Fall Flat продана тиражом в более 40 миллионов копий.

### Награды и номинации
| Год  | Церемония                                           | Категория                  | Результат | Примечания    |
| ---- | --------------------------------------------------- | -------------------------- | --------- | ------------- |
| 2017 | Develop Awards                                      | Новый игровой IP           | Номинация | [ 30 ] [ 31 ] |
| 2017 | The Independent Game Developers' Association Awards | Казуальная/социальная игра | Номинация | [ 32 ]        |
| 2018 | The Independent Game Developers' Association Awards | Лучший звуковой дизайн     | Номинация | [ 33 ] [ 34 ] |
| 2018 | The Independent Game Developers' Association Awards | Лучшая казуальная игра     | Победа    | [ 33 ] [ 34 ] |